# 등가교환
등가교환(等價交換)은 경제학에서 가치가 서로 같은 상품과 상품, 또는 상품과 화폐가 교환되는 일. 이러한 맥락에서 등가교환(等價交換)은 상품의 가치와 가격(화폐량)이 일치하는 교환을 말한다.
가치와 가격의 일치는 그 상품에 대한 수요 ·공급이 엄밀히 일치하는 경우에 한정된다.
자본주의 사회에서는 양자가 일치하는 것은 아주 희소하고 대개의 경우 엄밀한 의미의 등가교환은 이루어지지 않는다.
그러나 부단한 부등가교환을 통하여 평균적으로 또는 관념적으로 등가교환이 성립된다.
등가교환은 원래 마르크스 경제학에서 쓰는 용어이며, 이때의 가치는 사회가치를 말하는 것으로 상품생산에 요하는 사회적 노동시간이며 같은 사회적 노동의 생산물만이 등가물로서 교환이 된다는 것이다.

## 같이 보기
- 물물교환